# Bulhary (powiat Łuczeniec)
Bulhary (węg. Bolgárom) – wieś (obec) na Słowacji położona w kraju bańskobystrzyckim, w powiecie Łuczeniec. Pierwsze wzmianki o miejscowości pochodzą z roku 1435. 
Według danych z dnia 31 grudnia 2012, wieś zamieszkiwało 310 osób, w tym 162 kobiety i 148 mężczyzn.
W 2001 roku rozkład populacji względem narodowości i przynależności etnicznej wyglądał następująco:
- Słowacy – 5,23%
- Romowie – 9,76%
- Węgrzy – 84,32%

W 2001 roku 95,82% mieszkańców było katolikami rzymskimi, a 1,39 nie podało swojego wyznania.